# Casa Joan Baptista Ponsà
La casa Joan Baptista Ponsà és un edifici de Sabadell (Vallès Occidental) inclòs a l'Inventari del Patrimoni Arquitectònic de Catalunya.

## Descripció
Consta de planta baixa, pis i golfes. La façana mostra una organització simètrica amb una decoració sòbria. Destaca l'acabament de la façana en el que s'han disposat un nombre de cinc cossos rectangulars a manera de merlets seguint una disposició piramidal marcada per la teulada de dues vessants. Aquests merlets estan coronats per una petita cornisa que es repeteix a la llinda de les finestres i al nivell del balcó lateral. Destaca també l'ornamentació de les reixes de ferro forjat on es fan servir elements geomètrics amb formes d'espiral.